# تخته‌فیبر

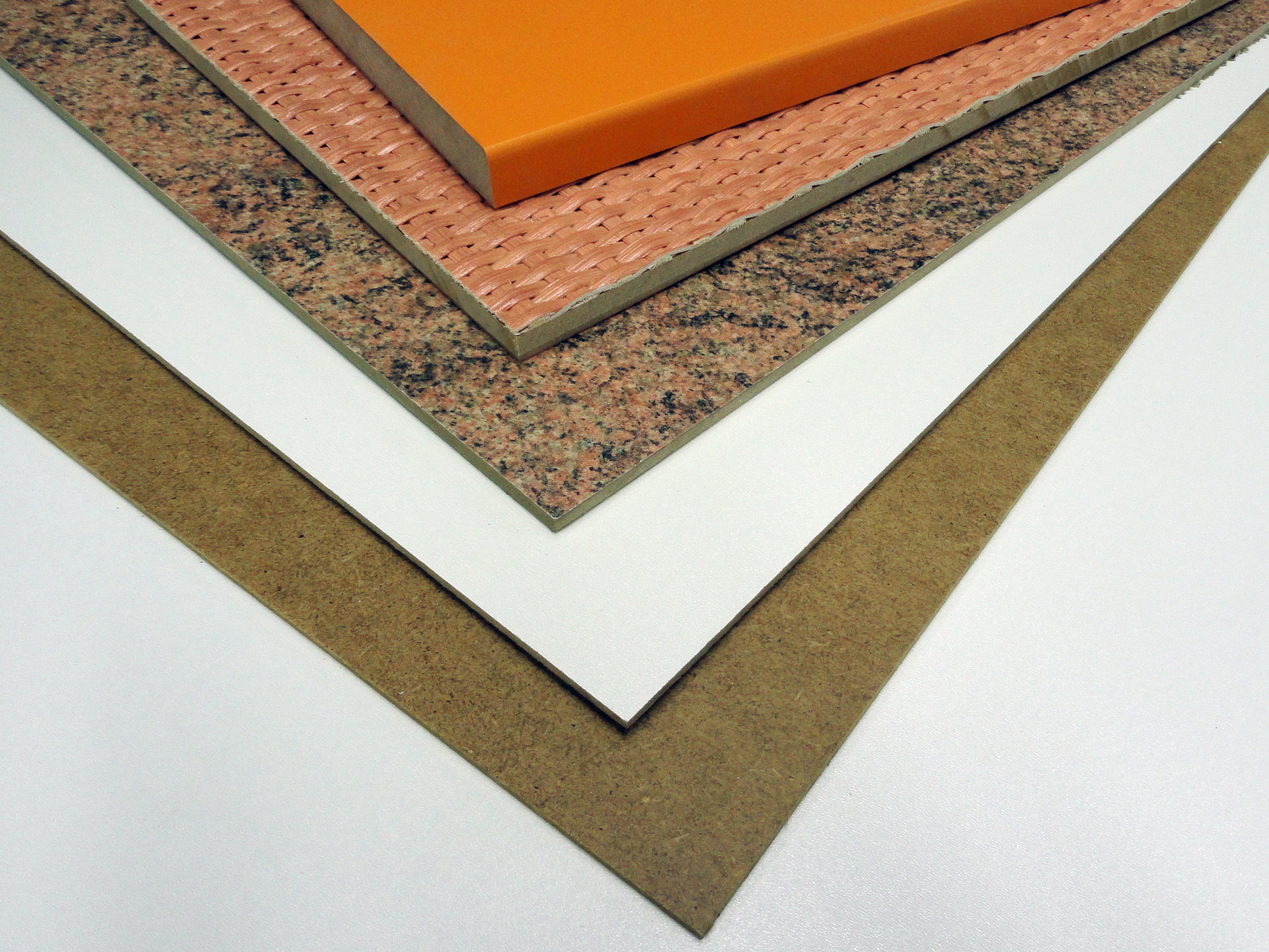
تخته فیبر و تخته سخت با چگالی متوسط

تخته‌فیبر نوعی محصول چوبی مهندسی شده‌است که از الیاف چوب ساخته شده‌است.
انواع تخته فیبر (به ترتیب افزایش دانسیته) شامل تخته فیبر با چگالی کم (LDF)، تخته فیبر با چگالی متوسط (MDF) و تخته فیبر سخت (تخته فیبر با چگالی بالا، HDF) است.
تخته سه لا نوعی تخته فیبر نیست، زیرا از ورقه‌های نازک چوب ساخته شده‌است، نه از الیاف یا ذرات چوب. تخته فیبر، به ویژه تخته فیبر با چگالی متوسط، به‌طور زیادی در صنعت مبلمان استفاده می‌شود برای سطح قطعاتی که در معرض دید است، سطح تخته فیبر را گاهی با روکشهای چوبی یا ملامینه شبه چوب روکش می‌کنند تا ظاهری شبیه چوب معمولی به آن بدهند.
در صنعت بسته‌بندی، اصطلاح «تخته فیبر» اغلب برای توصیف مقوای سخت کرافت یا تخته فیبر موجدار برای جعبه‌ها استفاده می‌شود که البته از لحاظ علمی این کاربرد دچار اشکال است.[۱]
در ساخت «تخته فیبر» نیز به عنوان یک محصول میانی، می‌توان از ضایعات فیبری یک کارخانه خمیر کاغذ استفاده کرد.

## فرایند تولید

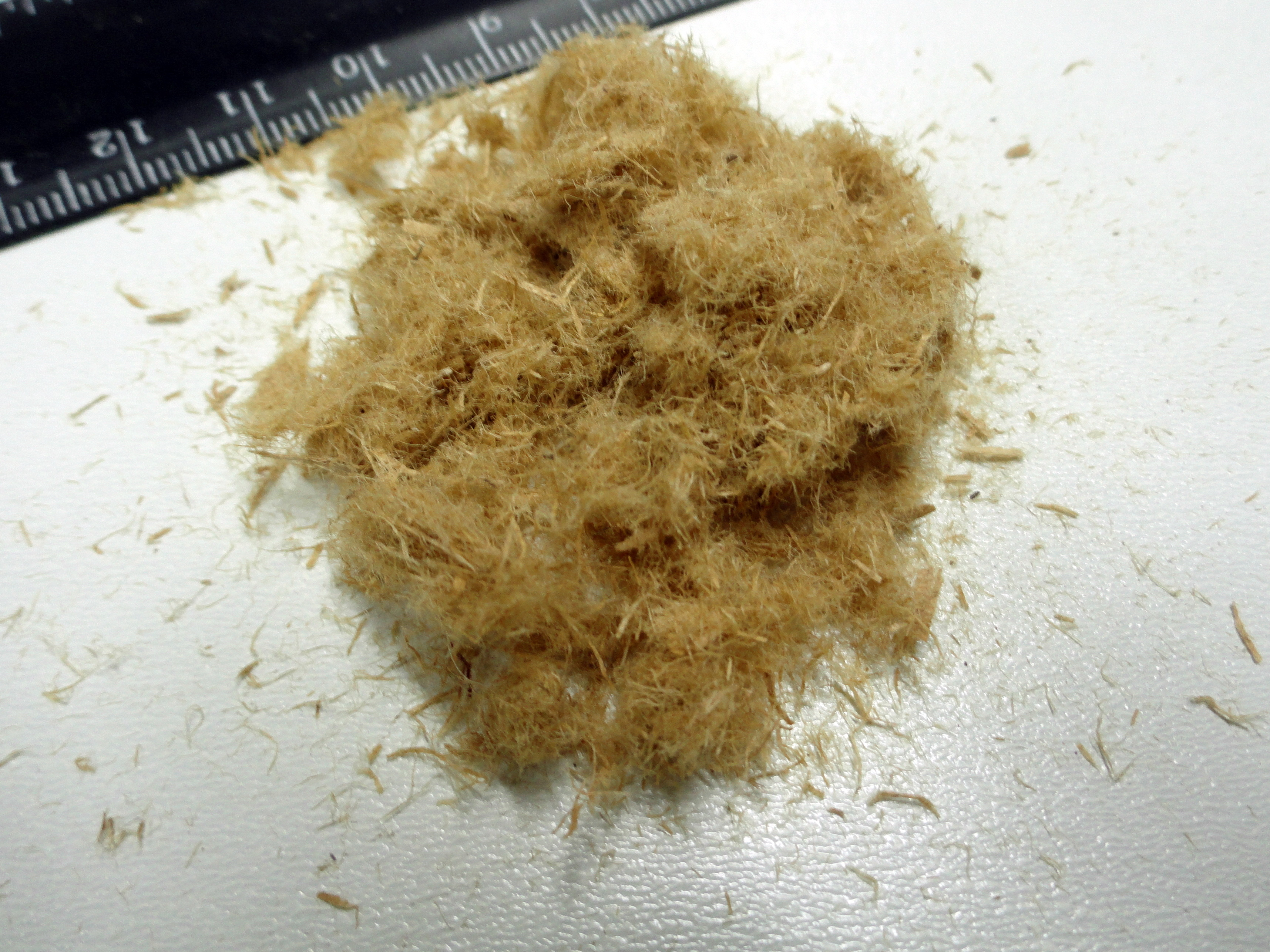
فیبر چوب

تولید تخته فیبر با خرد کردن چوب آغاز می‌شود: مواد چوبی تازه یا بازیافتی بریده شده و به قطعات کوچک با اندازه مشابه به نام چیپس یا تراشه چوب دسته‌بندی می‌شوند.
تراشه‌ها برای از بین بردن چیزهایی مانند خاک و شن شسته می‌شوند. ضایعات فلزی مانند میخ‌ها را می‌توان با آهنربایی که روی یک تسمه نقاله قرار می‌گیرد جدا کرد.
سپس برای MDF (تخته فیبر با چگالی متوسط) تراشه‌ها بخار زنی می‌شوند تا برای جداسازی الیاف، نرم شوند. مقدار کمی موم پارافین به تراشه‌های بخاردهی شده نیز اضافه می‌شود تا آنها راحتر به الیاف کرکی در دیفیبراتور تبدیل شوند و بعد با چسب‌هایی مانند اوره فرمالدئید (UF) یا رزین فنل فرمالدئید (PF) مخلوط می‌شوند.
پارافین از جمع شدن/کلوخه شدن الیاف جدا شده نیز جلوگیری می‌کند. الیاف چسب خورده سپس از درون خشک کن عبور کرده تا به درصد مطلوب رطوبت مورد نیاز برای تشکیل کیک برسد. سپس الیاف خشک شده به صورت یک حصیر یکنواخت روی یک تسمه نقاله ریخته می‌شوند.
تشک الیاف سپس پیش پرس شده و در پرس گرم فشرده می‌شود. پرس گرم چسب را فعال می‌کند و الیاف را به هم می‌چسباند. سپس تخته برای متعادل سازی دمایی و رطوبت در خنک کن ستاره ای قرار گرفته و در نهایت به اندازه مورد نیاز برش خورده و سنباد زنی و در صورت نیاز روکش یا لمینت می‌شود.
رزین‌های UF به دلیل قیمت پایین و ویژگی‌های پخت سریع، به‌طور عمده در صنعت ام دی اف استفاده می‌شوند. با این حال، فشارها برای کاهش استفاده از رزین‌های UF به دلیل مشکلات مرتبط با انتشار فرمالدئید به‌طور پیوسته در حال افزایش است. از طرفی رزین‌های PF دوام بیشتری دارند و پس از پخت فرمالدئید ساطع نمی‌کنند ولی زمان پخت و قیمت بسیار بالاتری نسبت به اوره فرمالدئید دارند.
این صنعت به‌طور سنتی استفاده از رزین‌های PF را به دلیل هزینه بالاتر و سرعت پخت بسیار کندتر نسبت به رزین‌های UF اجتناب می‌کند. با این حال، زمان پرس برای تخته فیبر با PF را می‌توان با دستکاری دمای کیک الیاف (پیش گرم کردن کیک)، توزیع وزن مولکولی رزین‌های PF و پارامترهای پرس به‌طور قابل توجهی کاهش داد.
لازم است ذکر شود که میزان رزین مورد نیاز برای تخته فیبر با رزین فنل فرمالدئید (PF) کمتر از ۵ درصد وزن خشک الیاف است. این مقدار به‌طور قابل توجهی کمتر از مقدار مورد نیاز برای تخته فیبر با چسب UF است.
انواعی از تخته فیبر را می‌توان محصولات ساختمانی «سبز» در نظر گرفت که چسب مورد استفاده در آنها بر پایه ترکیبات گیاهی و نشاسته است.

## کاربردها
تخته فیبر برای ساخت انواع مبلمان‌های داخلی و خارج ساختمان (بسته به نوع چسب مورد استفاده در ساخت)، کفپوش‌های ساختمانی، عایق‌های ساختمانی و غیره کاربرد دارد.
کاربردها عبارتند از:
- عایق صدا / خاموش کننده
- روکش ساختاری
- سقف با شیب کم
- کفپوش خشک‌کننده صدا

تخته فیبر همچنین در صنعت خودروسازی برای ایجاد اشکال سه بعدی مانند داشبورد، قفسه‌های عقب و رویه‌های درب داخلی استفاده می‌شود. این قطعات معمولاً با روکش، فویل یا پارچه ای مانند پارچه، جیر، چرم یا پلی وینیل کلرید پوشانده می‌شوند.